# Kościół Wszystkich Świętych w Kórniku
Kościół Wszystkich Świętych – rzymskokatolicki kościół parafialny znajdujący się w podpoznańskim Kórniku przy ulicy Średzkiej, należący do dekanatu kórnickiego w archidiecezji poznańskiej. 11 lipca 2011 roku obiekt uznany został za Pomnik historii Polski.

## Historia
Został wzniesiony w 1437 dzięki Łukaszowi I Górce, wówczas staroście kościańskiemu. W XVI wieku na pewien czas Łukasz III Górka przekształcił kolegiatę w zbór luterański.

## Architektura

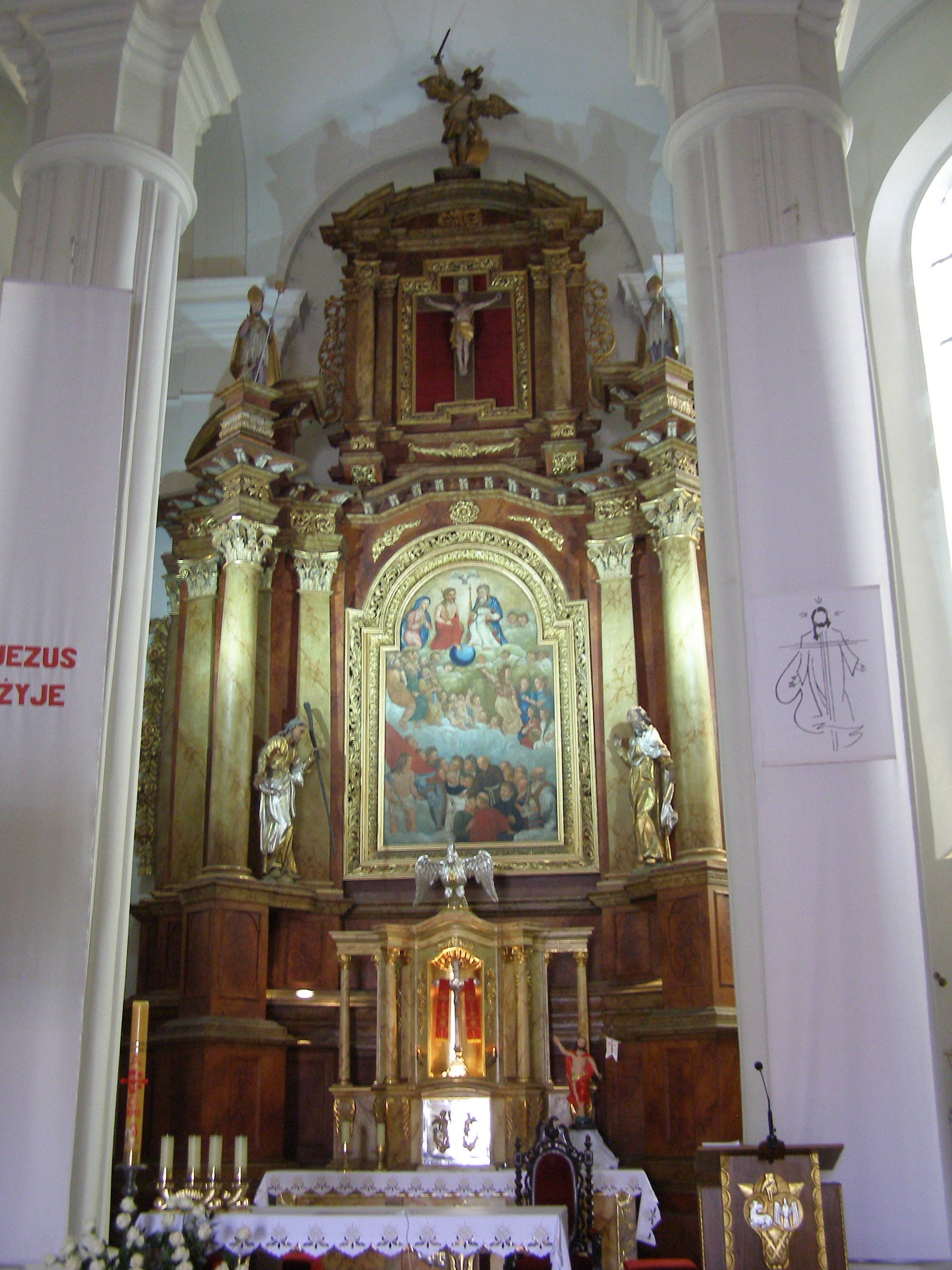
Ołtarz

Jest to świątynia gotycka, trzynawowa, halowa z fundacji Górków, ukończona w 1437. Po pożarze w 1836 przebudowana według projektu Franciszka Marii Lanciego w 1838. Z tego czasu fasada i sklepienia. Na zewnętrznej ścianie fasady późnorenesansowy nagrobek Andrzeja II Górki, kasztelana międzyrzeckiego (zmarłego 1583). W prezbiterium późnorenesansowe nagrobki Łukasza (zmarłego 1573) i Stanisława (zmarłego 1592) Górków, wojewodów poznańskich. Wykonał je rzeźbiarz Horst z Poznania. W kaplicy nagrobek klasycystyczny z czarnego marmuru Teofili Działyńskiej (Szołdrskiej-Potulickiej) (zmarłej 1790).